# Dziekana-Palast

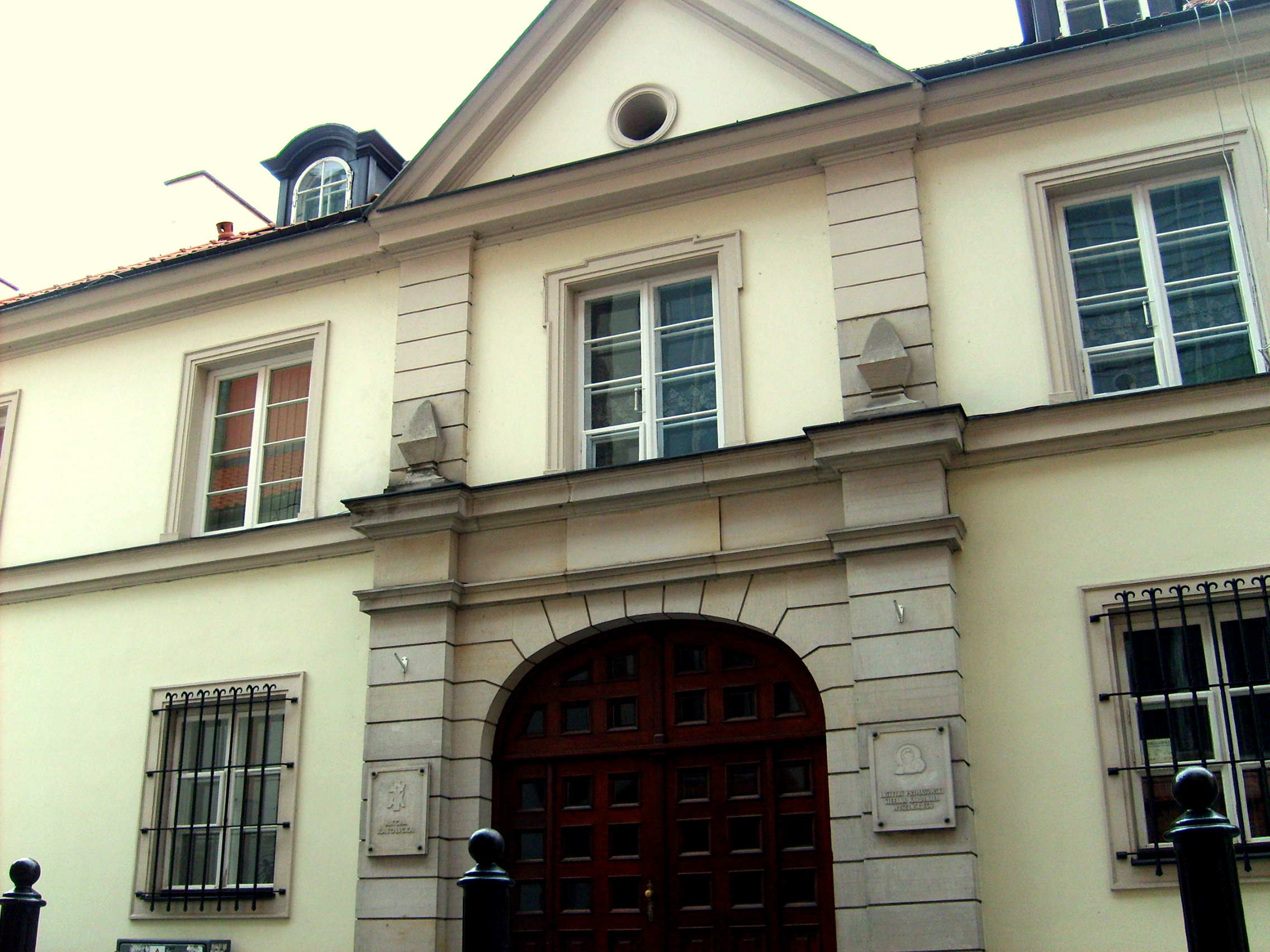
Eingangsbereich mit Durchfahrt zum Innenhof und Dreiecksgiebel

Der Dziekana-Palast (auch Palais des Dekans genannt; poln.: Pałac Dziekana) in der Warschauer Ulica Dziekania ist ein nach dem Zweiten Weltkrieg errichtetes Gebäude. Es ist dem früheren Palais des Dekanats des Warschauer Kollegiatkapitels nachempfunden, jedoch keine originalgetreue Kopie. Zur Geschichte des Ursprungsgebäudes ist wenig bekannt.

## Geschichte
Ein erstes Holzgebäude (vermutlich ein Pfarrhaus) entstand hier im 15. Jahrhundert und brannte mehrfach. Später wurde ein Bau aus Ziegelsteinen errichtet. Der wurde zu Beginn des 17. Jahrhunderts für den Dekan Jan Raciborski deutlich erweitert und umgebaut. Etwa ab Ende des 17. Jahrhunderts wurde das Gebäude – bis zu dessen Umzug in ein neuerrichtetes Haus in der Ulica Świętojańska in der zweiten Hälfte des 18. Jahrhunderts – als Priesterseminar genutzt. Danach wurde es zu einem Mietshaus mit mehreren Wohnungen umgestaltet, in dem auch Bedienstete des naheliegenden Schlosses lebten. 1780 wurde die Straße gepflastert. Im Jahre 1838 wurde das Gebäude abgerissen und durch eine Mietsgebäude ersetzt, welches im Zweiten Weltkrieg mittels hier erfolgtem Einsatzes des Kleinstpanzers Goliath von deutschen Truppen zerstört wurde.
Im Jahr 1944 wurde das Objekt von Stanisław Marzyński neu entworfen, da die ursprünglichen Dokumentationen nicht mehr erhalten waren. Dabei wurde überlieferte Elemente der rückwärtigen Fassade in die der Straße zugewandten Frontseite integriert. Der Wiederaufbau mit einer Galeriedurchfahrt erfolgte in den Jahren 1966 bis 1968. Heute befinden sich in dem denkmalgeschützten, zweigeschossigen Gebäude mit dem mittigen Dreiecksgiebel über der Durchfahrt die Büros der Polnischen Episkopats. Zukünftig soll hier das Museum der Warschauer Erzdiözese untergebracht werden.
Angrenzend an den Palast befindet sich ein die Straße querender, gedeckter Gang (ebenfalls vom Beginn des 17. Jahrhunderts), der einst als Verbindung zwischen dem Königsschloss und der königlichen Loge im Chorraum der dem Palais gegenüberliegenden Johanneskathedrale genutzt wurde.